# BV-206
De Bandvagn 206 (BV-206) is een militair rupsvoertuig van de firma Hägglunds dat door het Korps Mariniers wordt gebruikt als "All Terrain Carrier". Het korps beschikt sinds begin jaren 90 over 156 voertuigen van dit type. Ze zijn ingezet tijdens operaties in onder andere Cambodja, Bosnië, Haïti, Eritrea en Irak en blijken onder de verschillende klimaat- en terreinomstandigheden goed te voldoen. Het voertuig is ontworpen voor het vervoer van max.16 personen of goederen en de carrosserie bestaat voornamelijk uit polyester. De Bandvagn is een amfibievoertuig, dat met 3 km/u kan varen.
Er bestaan verschillende uitvoeringen voor onder andere gewondentransport en goederenvervoer. De BV-206 FRT is een monteursvariant met een hydraulische lier en kasten voor gereedschap. Alle varianten bestaan uit twee delen die door middel van een flexibele koppeling met elkaar verbonden zijn. Sommige varianten hebben een ringaffuit waarop een mitrailleur gemonteerd kan worden.
De BV-206 heeft in de meeste uitvoeringen geen wapen en is niet gepantserd. Daardoor is de bemanning kwetsbaar. Het Korps Mariniers beschikt onder andere om die reden over voertuigen van het type BV-S10 Viking die ingezet worden onder omstandigheden waar bepantsering gewenst is.

## Bv Serie

### Voorgangers

#### M29 Weasel
Tijdens de Tweede Wereldoorlog kwam de journalist en uitvinder Geoffrey Pyke met het idee een licht rupsvoertuig met zeer brede rupsbanden te bouwen, waarmee over zachte sneeuw gereden kon worden zonder hierin weg te zinken. Dit voertuig was nodig voor "Project Plough", een operatie om de Duitse troepen in Noorwegen aan te vallen. Het Amerikaanse leger gaf autoproducenten de opdracht de mogelijkheden voor de bouw van een dergelijk voertuig te onderzoeken. Dit onderzoek resulteerde in de productie van de Studebaker M29 Weasel.

#### Snow Trac
Lars Larsson, chef-ingenieur van de landbouwmachinefabrikant AB Westeråsmaskiner, had in 1954 een sneeuwvoertuig met rubber rupsbanden ontwikkeld, aanvankelijk voor eigen gebruik. Zijn bedrijf nam het voertuig in 1957 in productie. Door de brede rupsbanden kon het voertuig over sneeuw rijden. De aandrijving geschiedde door een Volkswagen boxermotor. Door de vele mogelijkheden om een aangepaste opbouw te leveren, werd de Snow Trac niet alleen in Zweden, maar ook ver daarbuiten geleverd. Omdat het voertuig ook over los zand kon rijden, werd het als "Sand Trac" onder andere ingezet in de olievelden in Texas. Militaire inzet vond plaats in NAVO-verband door de Britse Royal Marines. In dit kader is de Snow Trac ook een voorganger van de Volvo Bandvagn Bv202 en de Hägglunds Bv-serie. De Snow Trac werd tot 1981 gebouwd.

#### Volvo Bandvagn Bv202
Halverwege de jaren vijftig kreeg Volvo BM van het Zweedse leger (Försvarets materielverk, BVM) de opdracht een opvolger voor de M29 Weasel te produceren. Dit moest een voertuig zijn dat helemaal aangepast was aan de Zweedse terreinomstandigheden en, net als latere versies van de Weasel, amfibisch moest zijn. Volvo kreeg de opdracht tot de productie van de "Bandvagn 202". Deze productie ving in 1964 aan. De Bv202 bestond uit twee aparte compartimenten, die via een koppeling met elkaar verbonden waren. Het voertuig was geschikt voor het rijden in diepe sneeuw, maar ook in de grote moerassen in het noorden van Zweden. De motor lag in het voorste compartment, en de motor en de versnellingsbak dreven de vooras van het voorste compartiment rechtstreeks aan. De aandrijving verliep via een cardanas naar de aandrijfwielen aan de voorkant van het achterste compartiment. De besturing werkte niet, zoals bij de meeste rupsvoertuigen, door één rupsband af te remmen, maar door de koppeling tussen de compartimenten hydraulisch te "knikken" een zogenaamde knikbesturing.

### Hägglunds Bandvagn Bv206
In 1971 schreef het Zweedse ministerie van Defensie een aanbesteding voor de ontwikkeling van een opvolger voor de Bv202 uit. Het voertuig moest natuurlijk ook in de Zweedse terreinomstandigheden kunnen opereren, amfibisch zijn en gemechaniseerde infanterie kunnen volgen. Deze opdracht ging in 1974 naar Hägglund & Söner. Na vier jaar van uitgebreide testen kreeg Hägglund & Söner in 1979 de opdracht met de serieproductie aan te vangen. De "Hägglunds Bandvagn" Bv206 loste in 1981 de Bandvagn 202 af.

#### Opbouw
Ook de Bv206 is een dubbel uitgevoerd rupsvoertuig, dat bestaat uit twee afzonderlijke compartimenten. Beide compartimenten zijn door een knikbesturing met elkaar verbonden. De compartimenten beschikken over een veiligheidskooi. Ze zijn gemaakt van brandvertragende kunststof (Fibreglass Reinforced Plastic) en kunnen door hun lage gewicht gemakkelijk door een transporthelikopter worden vervoerd. De compartimenten zijn elk met vier rubber kussens aan het chassis bevestigd. Het voertuig kan worden uitgebreid met een drijvende tandemas aanhangwagen, die voorzien is van wielen én ski's. De gepantserde versies zijn voorzien van airconditioning en bescherming tegen CBRN (chemische, biologische, radiologische of nucleaire) strijdmiddelen. De bepantsering is bestand tegen 7,62 mm munitie en artilleriescherven. Hoewel de voertuigen door de bepantsering 500 kg zwaarder werden, zijn het drijfvermogen en de luchttransportmogelijkheid gewaarborgd.

#### Motoren
In het voorste compartiment zit de motor, aanvankelijk een Ford V6 van 2,8 liter die 99 kW (135 pk) leverde. Sinds 1985 worden echter, op verzoek van buitenlandse strijdkrachten die het voertuig aankochten, 92 kW (125 pk) vijfcilinder Mercedes-Benz OM617 ingebouwd. De Bv208, die naar het buitenland onder de naam Bv206D verkocht werd, kreeg een 100 kw (135 pk) zescilinder Mercedes-Benz OM603 dieselmotoren. Het gebruik van dieselmotoren is voor militaire doeleinden praktischer omdat dan geen verschillende brandstoffen hoeven te worden aangevoerd en opgeslagen. Bovendien is dieselolie door het hogere vlampunt veiliger. De gepantserde Bv206S kreeg een 130 kW (177 pk) Steyr zescilinder dieselmotor, de hieruit ontwikkelde BvS10 een Cummins common-rail dieselmotor.

#### Onderstel en aandrijving
De voor- en achterwagen lopen op vrijwel identieke onderstellen, voorzien van een chassisbak, twee bladveerpakketten en twee schakelloze, met staaldraad versterkte rubberen rupsbanden. De hele rupsband met aandrijf,- span- en loopwielen is bevestigd aan één centrale balk, de trackbalk. Beide trackbalken zijn door middel van een bladveer verbonden met de centrale chassisbalk, die ook de carrosserie draagt. Het aandrijftandwiel zit bij beide wagens aan de voorkant. Hoewel de trackbalken al met bladveren zijn bevestigd aan de centrale chassisbalk, zijn de loopwielen voorzien van torsievering. De motor ligt vóór in het voorste compartiment en drijft via een koppelomvormer de automatische versnellingsbak (Mercedes-Benz W 4A-018) aan. Vanuit deze versnellingsbak gaat de aandrijflijn nóg verder naar achteren, via een korte cardanas naar de tussenbak, die achter op de centrale chassisbalk is gemonteerd, maar buiten aan de achterkant van het compartiment ligt. De tussenbak dient om de aandrijving te verdelen naar voren en achteren, maar ook om nogmaals te kunnen schakelen (hoge en lage gearing en een neutraalstand). Vanuit de tussenbak gaat één cardanas helemaal naar de voorkant van het eerste compatiment, waar het voorste differentieel de aandrijving verdeelt, via twee korte cardanassen naar de beide aandrijfwielen. Een tweede cardanas gaat naar het differentieel dat voor in het tweede compartiment ligt.

#### Bewapening
De bewapening van de militaire versies is afhankelijk van het gebruiksdoel en de gebruiker. In het algemeen plaatsen de "klanten" boordwapens die al in de normale nationale bewapening passen. In Nederland is dat bijvoorbeeld het "punt vijftig" machinegeweer. Daarnaast worden verschillende versies als wapendrager toegepast. Men kan dan denken aan Bv-versies als mortierdrager of als basis voor een raketsysteem of een mijnenwerper. In veel gevallen worden rookgranaatwerpers gemonteerd.

#### Bv206

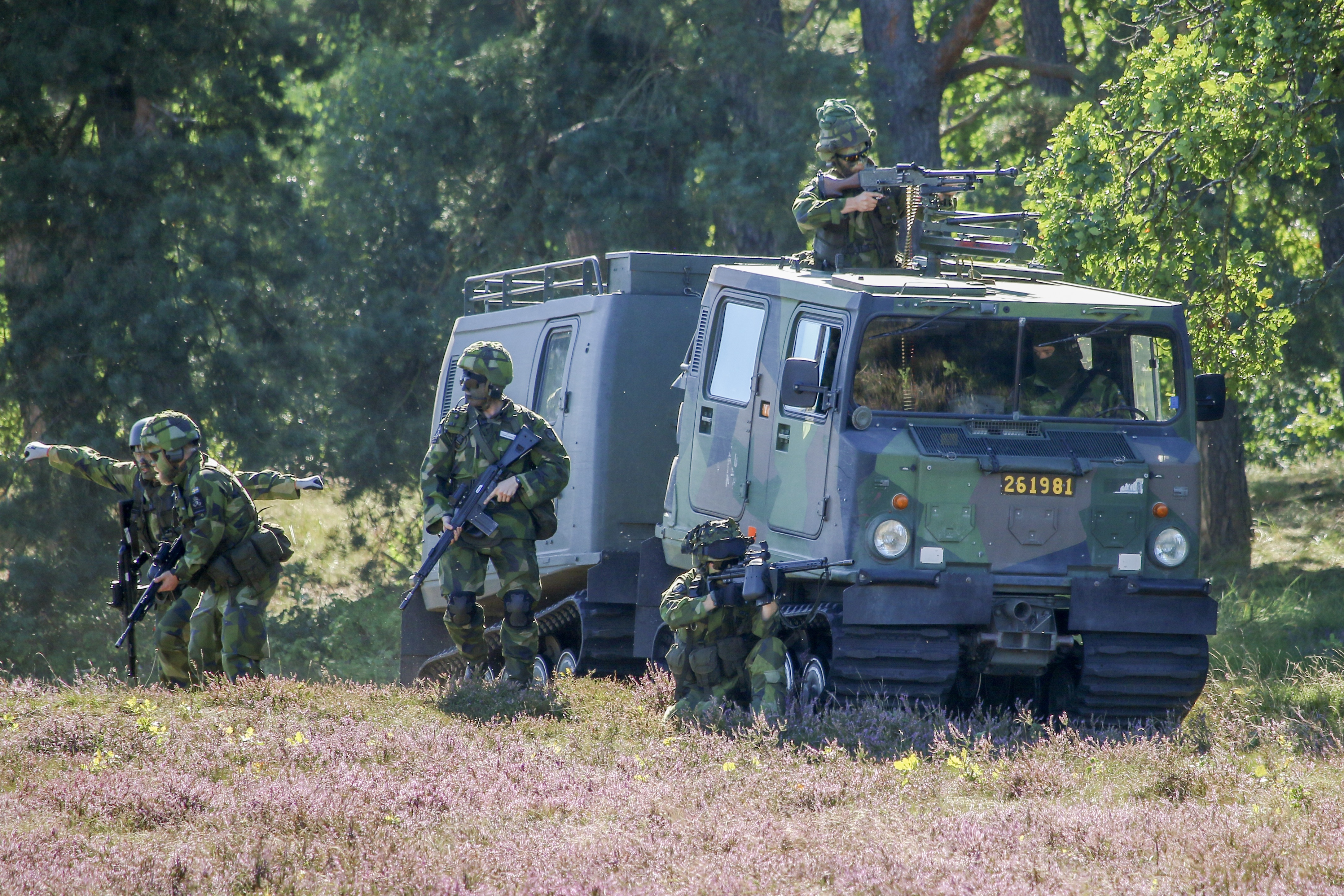
Hägglunds Bv206

De Bv206 zonder toevoeging is het basisvoertuig zoals dat in 1979 in productie ging. Het wordt uiteraard ingezet door de Zweedse strijdkrachten, maar de eerste buitenlandse klant, Finland, werkt ook met dit voertuig. Aan Finland werden tussen 1984 en 1987 400 voertuigen geleverd, die nog waren uitgerust met de Ford benzinemotor. De Zweedse voertuigen worden ingezet als wapendrager, voor personen- en goederenvervoer en als drager voor antitankwapens.

#### Bv206D (Bv208)

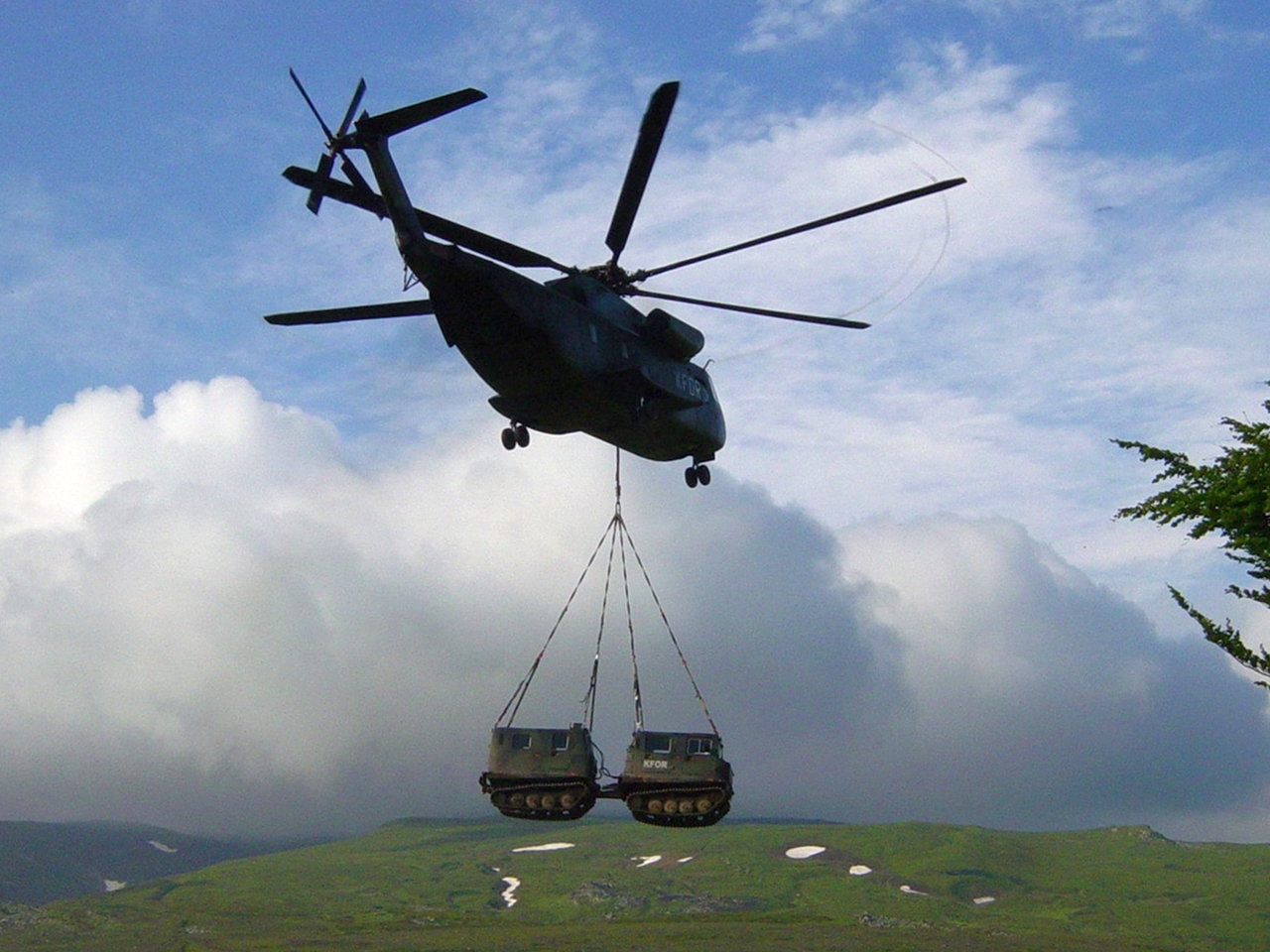
Bv206D onder een Sikorsky CH-53G transporthelikopter

De Bv206D wordt sinds 1984 ingezet door de Duitse Bundeswehr, maar ook door de strijdkrachten van Frankrijk, Italië, Nederland (Korps Mariniers) en Zweden. Het Oostenrijkse Bundesheer schafte in 1994 één exemplaar ter beproeving aan, waarin de (Oostenrijkse) Steyr motor uit de Bv206S werd gemonteerd. Het voertuig doet nog steeds dienst, maar vanwege financiële redenen werden geen andere Bv's aangeschaft. Het Britse leger bouwde een aantal Bv206-en om tot Bv206D. De Bv206D is uitgerust met de zescilinder Mercedes-Benz OM603.950 dieselmotor. Door de Duitse 1e Luchtlandingsdivisie kreeg het voertuig in 1993 de bijnaam "Husky".

#### Bv206A
Ambulancevoertuig met ruimte voor brancards in het achterste compartiment

#### Bv206F
Brandbestrijdingsvoertuig

#### Bv206FRT
De BV-206 FRT is een monteursvariant met een hydraulische lier en kasten voor gereedschap.

#### Bv206S
Dit was de gepantserde versie van de Bv-serie. Het voertuig is in gebruik geweest bij het Korps Mariniers en intussen vervangen door de BvS10 Viking

#### PvBv2062
Een open versie die is bewapend met een 90mm Pvpj 1110 (Pansarvärnspjäs) terugstootloze vuurmond

#### PvBv2063
Gelijk aan de PvBv2062, maar bewapend met een antitankwapen. Dit kan een BGM-71 TOW of een Bofors BILL 1 zijn.

#### BvS10 Viking

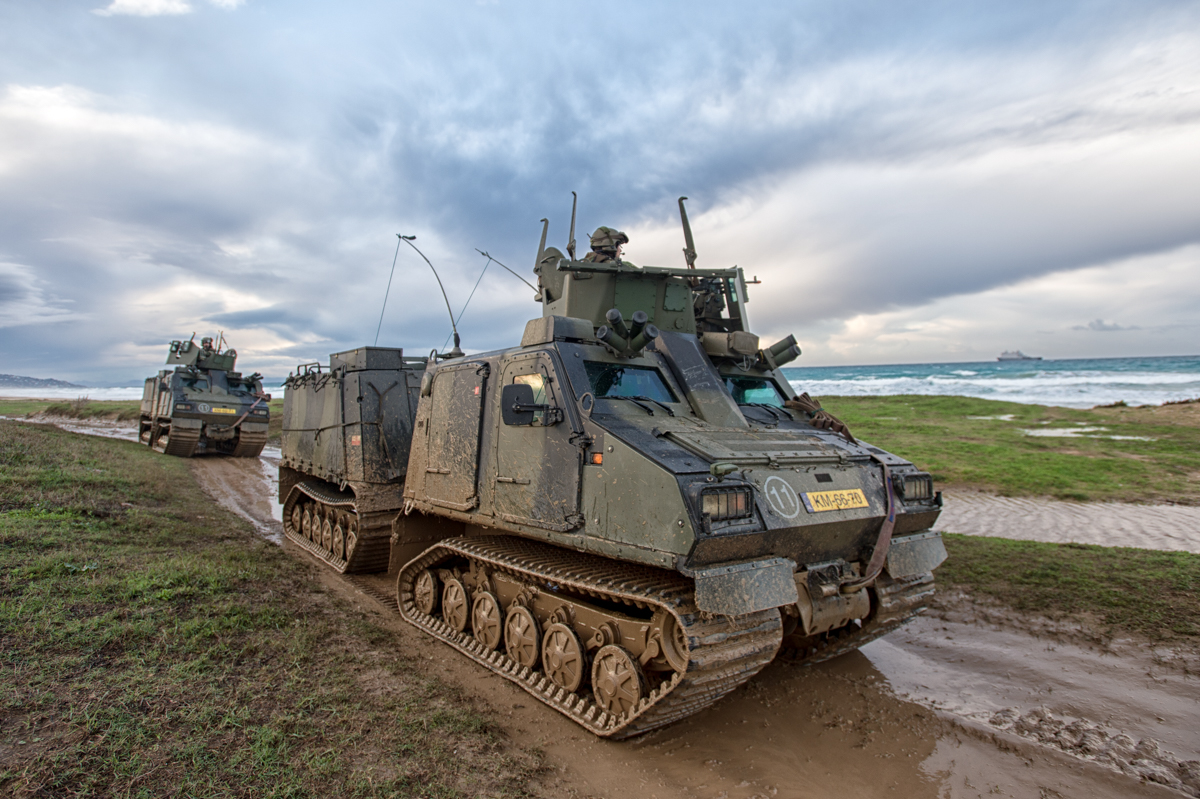
Viking van het Nederlandse Korps Mariniers.

Dit is een pantserinfanterievoertuig dat door Hägglund samen met het Britse Ministerie van Defensie werd ontwikkeld uit de Bv206S. De toevoeging "Viking" ontstond in Groot-Brittannië en werd door het Nederlandse Korps Mariniers overgenomen. De Viking is dan ook in gebruik bij deze twee landen. Ten opzichte van de Bv206S is de Viking veel zwaarder, maar kan ook veel meer lading meenemen. Het voertuig kan opereren in temperaturen van -46 °C tot + 49 °C. De BvS 10 is voorzien van een "tilt" systeem, waarmee het voertuigsamenstel omhoog (positieve tilt) en omlaag (negatieve tilt) geknikt kan worden. Daardoor kan een hogere op- of afstap gemaakt worden. Het voertuig heeft een maximale opstap van 60 cm, maar door het voorste voertuig "op te tillen" (positieve tilt) wordt dit 110 cm. Het tiltsysteem bestaat uit twee hydraulische cilinders tussen de beide compartimenten. De tiltcilinders zorgen ook voor meer stabiliteit tijdens het varen.

#### BvS10AV
De toevoeging AV staat voor Ambulance Variant

#### BvS10CV
Dit is een Commando Voertuig (Command Variant)

#### BvS10RRV
De RRV is een monteurs- en bergingsvoertuig. De letters staan voor: Repair and Recovery Vehicle. Het voertuig is voorzien van een HIAB hydraulische kraan.

#### BvS10TCV
TCV staat voor: Troop Carrying Variant, oftewel troepentransport.

### Technische gegevens
| Bv Serie                  | Bv206                                                                                              | Bv206D (Bv208)                            | Bv206S                                    | BvS10 Viking                                          |
| ------------------------- | -------------------------------------------------------------------------------------------------- | ----------------------------------------- | ----------------------------------------- | ----------------------------------------------------- |
| Bepantsering              | geen                                                                                               | geen                                      | gelast staal                              | 5,5 mm versterkt pantserstaal                         |
| Motor                     | Ford V6 (vanaf 1985 Mercedes-Benz OM617)                                                           | Mercedes-Benz OM603                       | Steyr                                     | Cummins ISBe250 30                                    |
| Motortype                 | Ford: Vloeistofgekoelde V6 benzinemotor Mercedes: Vloeistofgekoelde vijfcilinder lijn- dieselmotor | Vloeistofgekoelde zescilinder dieselmotor | Vloeistofgekoelde zescilinder dieselmotor | Vloeistofgekoelde zescilinder Common-rail dieselmotor |
| Bemanning                 | 18 incl bestuurder                                                                                 | 18 incl bestuurder                        | 13 incl bestuurder                        | 13 of 14 incl 1 of 2 bestuurders                      |
| Lengte                    | 6,9 m                                                                                              | 7 m                                       | 6,9 m                                     | 7,6 m                                                 |
| Breedte                   | 1,87 m                                                                                             | 1,87 m                                    | 2 m                                       | 2,2 m                                                 |
| Hoogte                    | 2,4 m                                                                                              | 2,4 m                                     | 2,1 m                                     | 2,69 m met affuit                                     |
| Bewapening                | geen                                                                                               | geen                                      | geen                                      | geen                                                  |
| Max. Vermogen             | Ford: 92 kW (125 pk) Mercedes: 100 kW (136 pk)                                                     | 100 kW (136 pk) bij 4.600 tpm             | 129 kW (175 pk)                           | 184 kW (250 pk) bij 2.500 tpm                         |
| Topsnelheid               | 50 km/h                                                                                            | 40 km/h                                   | 52 km/h                                   | 65 km/h                                               |
| Max. vaarsnelheid         | 3 km/h                                                                                             | 3 km/h                                    | 4,7 km/h                                  | 5 km/h                                                |
| Gewicht onbelast rijklaar | 4.450 kg                                                                                           | 4.450 kg                                  | ~ 5.500 kg                                | 8.900 kg                                              |